# Roselle (Illinois)
Roselle es una villa ubicada en el condado de DuPage en el estado estadounidense de Illinois. En el Censo de 2010 tenía una población de 22763 habitantes y una densidad poblacional de 1.602,34 personas por km².

## Geografía
Roselle se encuentra ubicada en las coordenadas 41°58′49″N 88°5′8″O / 41.98028, -88.08556. Según la Oficina del Censo de los Estados Unidos, Roselle tiene una superficie total de 14.21 km², de la cual 14.02 km² corresponden a tierra firme y (1.33%) 0.19 km² es agua.

## Demografía
Según el censo de 2010, había 22763 personas residiendo en Roselle. La densidad de población era de 1.602,34 hab./km². De los 22763 habitantes, Roselle estaba compuesto por el 84.18% blancos, el 2.57% eran afroamericanos, el 0.15% eran amerindios, el 9.12% eran asiáticos, el 0.03% eran isleños del Pacífico, el 1.91% eran de otras razas y el 2.05% pertenecían a dos o más razas. Del total de la población el 8.2% eran hispanos o latinos de cualquier raza.